# Kuligów

Kuligów (prononciation : [kuˈliɡuf]) est un village polonais de la gmina de Dąbrówka dans le powiat de Wołomin de la voïvodie de Mazovie dans le centre-est de la Pologne.
Il est situé à environ 19 kilomètres au nord de Wołomin (siège du powiat) et 35 kilomètres au nord de Varsovie (capitale de la Pologne). Il est situé sur la rivière Bug.
Le village possède une population de 394 habitants en 2006.

## Histoire
De 1975 à 1998, le village appartenait administrativement à la voïvodie d'Ostrołęka.